# Le Val-d’Ajol
Le Val-d’Ajol – miejscowość i gmina we Francji, w regionie Grand Est, w departamencie Wogezy.
Według danych na rok 1990 gminę zamieszkiwało 4877 osób, a gęstość zaludnienia wynosiła 67 osób/km² (wśród 2335 gmin Lotaryngii Le Val-d’Ajol plasuje się na 90. miejscu pod względem liczby ludności, natomiast pod względem powierzchni na miejscu 1.).